# Saint-Paul-du-Bois
Saint-Paul-du-Bois ist eine französische Gemeinde mit 600 Einwohnern (Stand: 1. Januar 2022) im Département Maine-et-Loire in der Region Pays de la Loire. Sie gehört zum Arrondissement Cholet und ist Mitglied im Gemeindeverband Cholet Agglomération. Die Einwohner werden Saint Paulais und Saint Paulaises genannt.

## Geografie

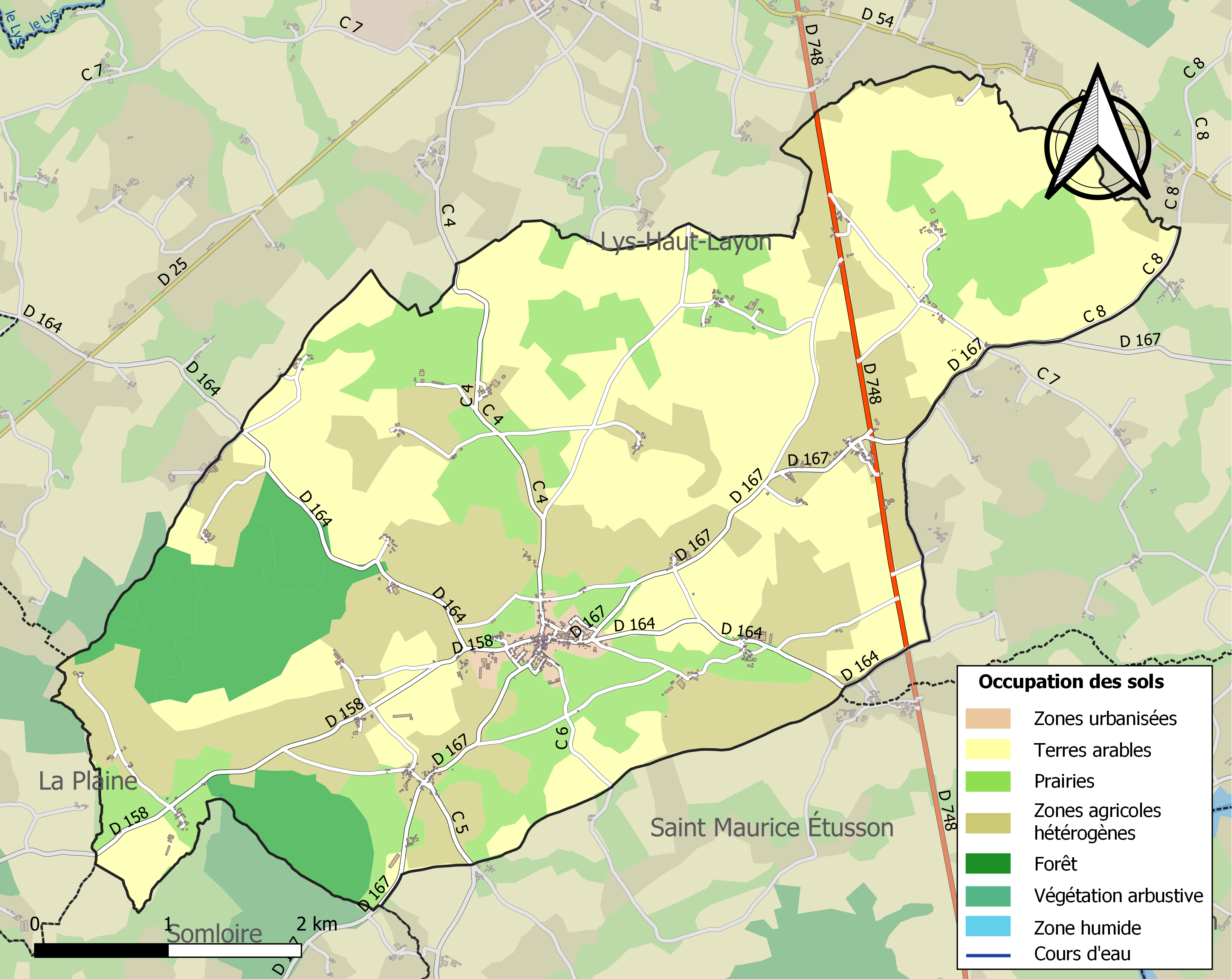
Bodennutzung und Infrastruktur der Gemeinde (2018)

Saint-Paul-du-Bois liegt etwa 25 Kilometer östlich von Cholet und etwa 41 Kilometer westsüdwestlich von Saumur in der Région naturelle Mauges und historisch im Südwesten der historischen Provinz Anjou. Die Gemeinde erstreckt sich am südlichen Rand des Départements Maine-et-Loire an der Grenze zum benachbarten Département Deux-Sèvres. Saint-Paul-du-Bois befindet sich im Einzugsgebiet der Loire auf etwa 130 m Höhe und wird vom Ruisseau de la Gaubretière, dem Ruisseau du Pont Moreau und verschiedenen kleineren Bächen entwässert.
Teile des Gebiets von Saint-Paul-du-Bois gehören zu der ZNIEFF-Naturzone „Bois de la Gaubrétière“ (520030142). Etwa 89 % der Fläche der Gemeinde werden landwirtschaftlich genutzt, etwa 9 % sind bewaldet, insbesondere durch den Bois de la Gaubrétière westlich des Zentrums.
Umgeben wird Saint-Paul-du-Bois von den Nachbargemeinden Lys-Haut-Layon im Norden und Osten, Saint Maurice Étusson (Département Deux-Sèvres) mit Saint-Maurice-la-Fougereuse im Süden und Südosten, Somloire im Südwesten sowie La Plaine im Westen.

## Geschichte
Saint-Paul-du-Bois wurde um das Jahr 1100 erwähnt, was der Gründung des Priorats „Sanctus Paulus a Bosco“ entspricht, das sich auf einem riesigen Grundstück zwischen La Fougereuse (heute ein Ortsteil von Saint Maurice Étusson), Vihiers und Saint Hilaire du Bois (heute Ortsteile von Lys-Haut-Layon) befand. „Sanctus Paulus“ (Heiliger Paulus) war der Titel, den der Pater verlieh, der damals das Priorat leitete. „A Bosco“ wurde hinzugefügt, weil das Land von einem riesigen Wald bedeckt war. Zu Beginn war Saint-Paul-du-Bois ein sumpfiges, mit dichtem Wald bedecktes Land mit einigen verstreuten Wohnhäusern, die kein Dorf bildeten. Im Laufe der Jahrhunderte wurden die Sümpfe trockengelegt und der Wald gerodet, um die Entwicklung von Nutzpflanzen auf Böden zu ermöglichen, die nicht sehr fruchtbar waren, weil sie sehr lehmhaltig waren, aber gute Weiden für die Zucht boten. Während der Französischen Revolution erlebte Saint Paul du Bois Episoden des Aufstand der Vendée und um ihre religiösen Überzeugungen zu verteidigen, schlossen sich die Saint Paulais oft der Vendée-Armee an.

## Bevölkerungsentwicklung
| Jahr                       | 1962 | 1968 | 1975 | 1982 | 1990 | 1999 | 2006 | 2013 | 2020 |
| Einwohner                  | 730  | 717  | 627  | 615  | 583  | 562  | 568  | 610  | 601  |
| Quellen: Cassini und INSEE |      |      |      |      |      |      |      |      |      |

## Sehenswürdigkeiten
- Pfarrkirche Saint-Paul, ursprünglich Kirche des Priorats des Augustinerordens, im 17. Jahrhundert neu gebaut. Sie birgt zahlreiche Ausstattungsgegenstände, die in der Base Palissy gelistet sind, darunter eine große Anzahl, die als Monument historique der beweglichen Objekte eingeschrieben sind.
- Kapelle Notre-Dame in Haute-Foy, im 19. Jahrhundert neu errichtet
- Herrenhaus La Gaubretière aus dem 16. Jahrhundert
- Zahlreiche Häuser aus dem 18./19. Jahrhundert
- Mehrere Gutshöfe aus dem 17., 18. und 19. Jahrhundert
- Mühlen aus dem 17. und 19. Jahrhundert

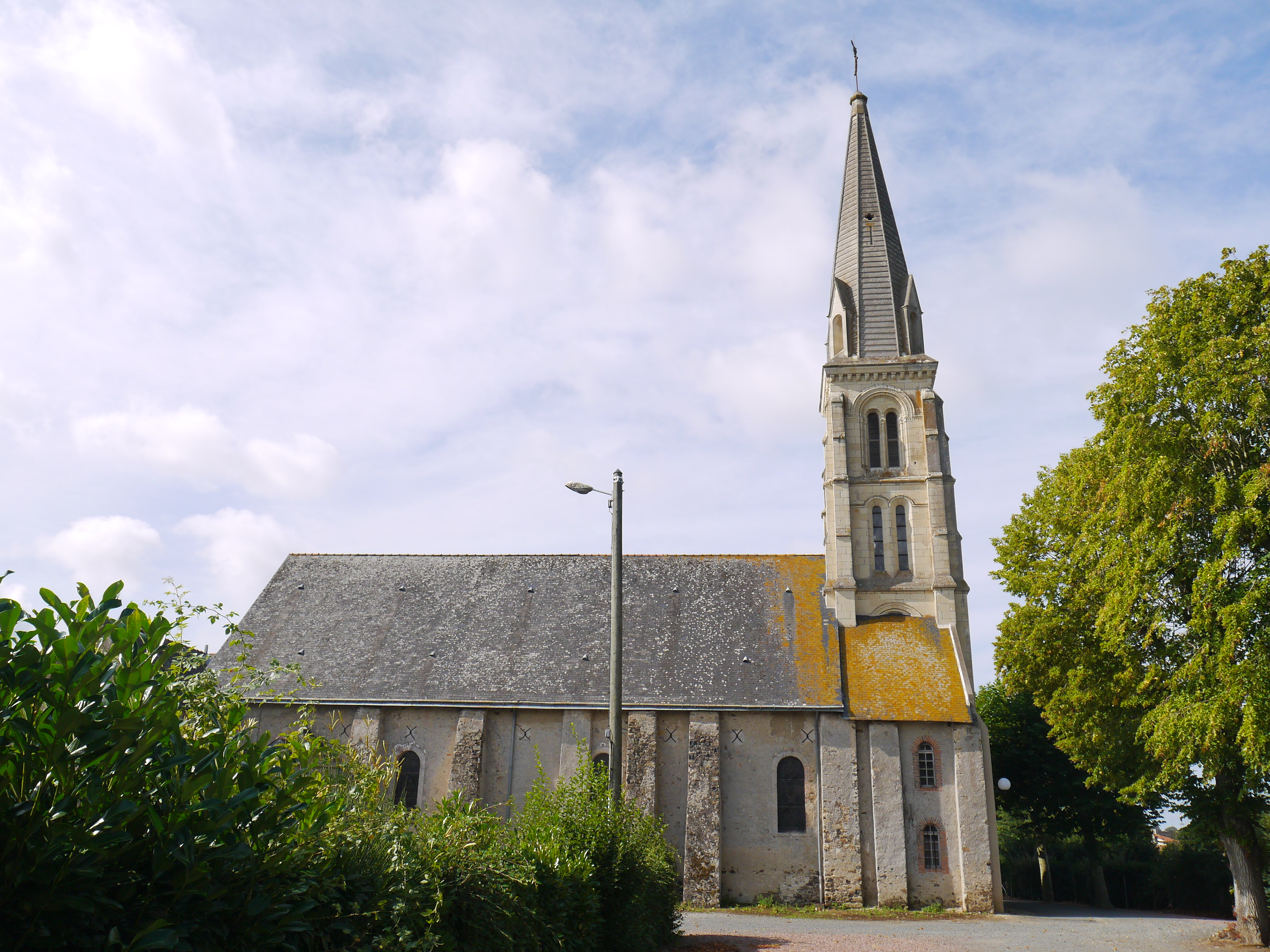
Pfarrkirche Saint-Paul
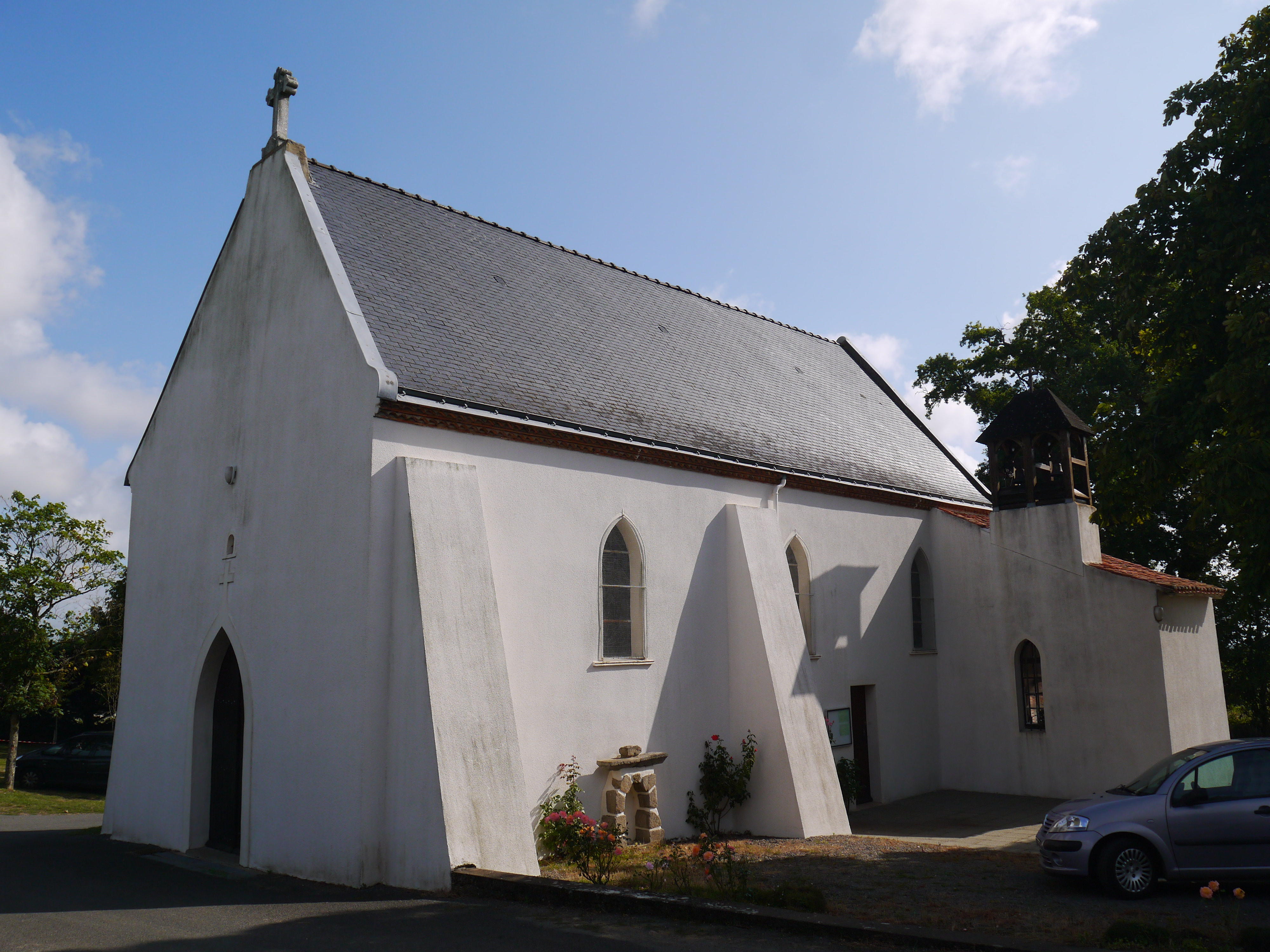
Kapelle Notre-Dame

## Verkehr
Die Departementsstraße D 748, die ehemalige Route nationale 748, von Angers über Lys-Haut-Layon im Norden und nach Niort über Saint Maurice Étusson im Süden durchquert das östliche Gemeindegebiet. Nachgeordnete Departementsstraßen D 158, D 164, D 167 und lokale Landstraßen verbinden das Zentrum mit den Weilern und weiteren Nachbargemeinden.